# Рейес Ортис, Эдуардо
Эдуа́рдо Ре́йес Орти́с (исп. Eduardo Reyes Ortiz, 1907 — дата смерти неизвестна, Боливия) — боливийский футболист,  нападающий, участник чемпионата мира 1930 года.

## Карьера

### Клубная
Эдуардо Рейес Ортис выступал за клуб «Стронгест».

### В сборной
В составе сборной провёл один матч – поединок против сборной Бразилии на чемпионате мира 1930 года. Больше за сборную не выступал.